# Iraq ai Giochi della XXXI Olimpiade
L'Iraq ha partecipato ai Giochi della XXXI Olimpiade, che si sono svolti a Rio de Janeiro, Brasile, dal 5 al 21 agosto 2016, con una delegazione di venti atleti impegnati in cinque discipline. Portabandiera alla cerimonia di apertura è stato il pugile trentatreenne Waheed Abdulridha, alla sua prima Olimpiade.
Si è trattato della quattordicesima partecipazione di questo paese ai Giochi estivi. Non sono state conquistate medaglie.